# Skyllerbladstjärnen
Skyllerbladstjärnen är en sjö i Köpings kommun i Västmanland och ingår i Norrströms huvudavrinningsområde. Sjön är 3 meter djup, har en yta på 0,03 kvadratkilometer och befinner sig 111 meter över havet.